# Majkowice (województwo łódzkie)
Majkowice – wieś w Polsce położona w województwie łódzkim, w powiecie piotrkowskim, w gminie Ręczno, nad rz. Pilicą.
Miejsce największej i zwycięskiej potyczki oddziałów partyzanckich wywodzących się z AK z regularnym pododdziałem Armii Czerwonej 8 lipca 1945 roku. Dowódcą ze strony polskiej był Stanisław Karliński, ps. „Burza”.
W latach 1975–1998 miejscowość administracyjnie należała do województwa piotrkowskiego.

## Zabytki
Według rejestru zabytków Narodowego Instytutu Dziedzictwa na listę zabytków wpisany jest obiekt:
- Zamek renesansowy (w ruinie) z 2 ćw. XVI w., na wzniesieniu na pd-wsch krańcu wsi, ok. 1 km na zachód od Pilicy, nr rej.: 738 z 27.12.1967[5]
- Zamek Surdęga – należący do rodu Nagodziców, wzniesiony nad Pilicą i wzmiankowany po raz pierwszy w 1491 r. Później własność kasztelana spycmierskiego Floriana Szarego. Obiekt funkcjonował od XIV do początków XVI w. Większość śladów po zamku zniszczyli Niemcy podczas fortyfikowania linii obronnej na Pilicy w 1944 r.
- Gródek stożkowaty w typie motte istniejący od poł. XIII do 1. poł. XIV w. otoczony fosą i wałem. W średniowieczu znajdowała się na nim drewniana rycerska wieża mieszkalna. Znajduje się w połowie drogi pomiędzy wsią i Pilicą[6][7].

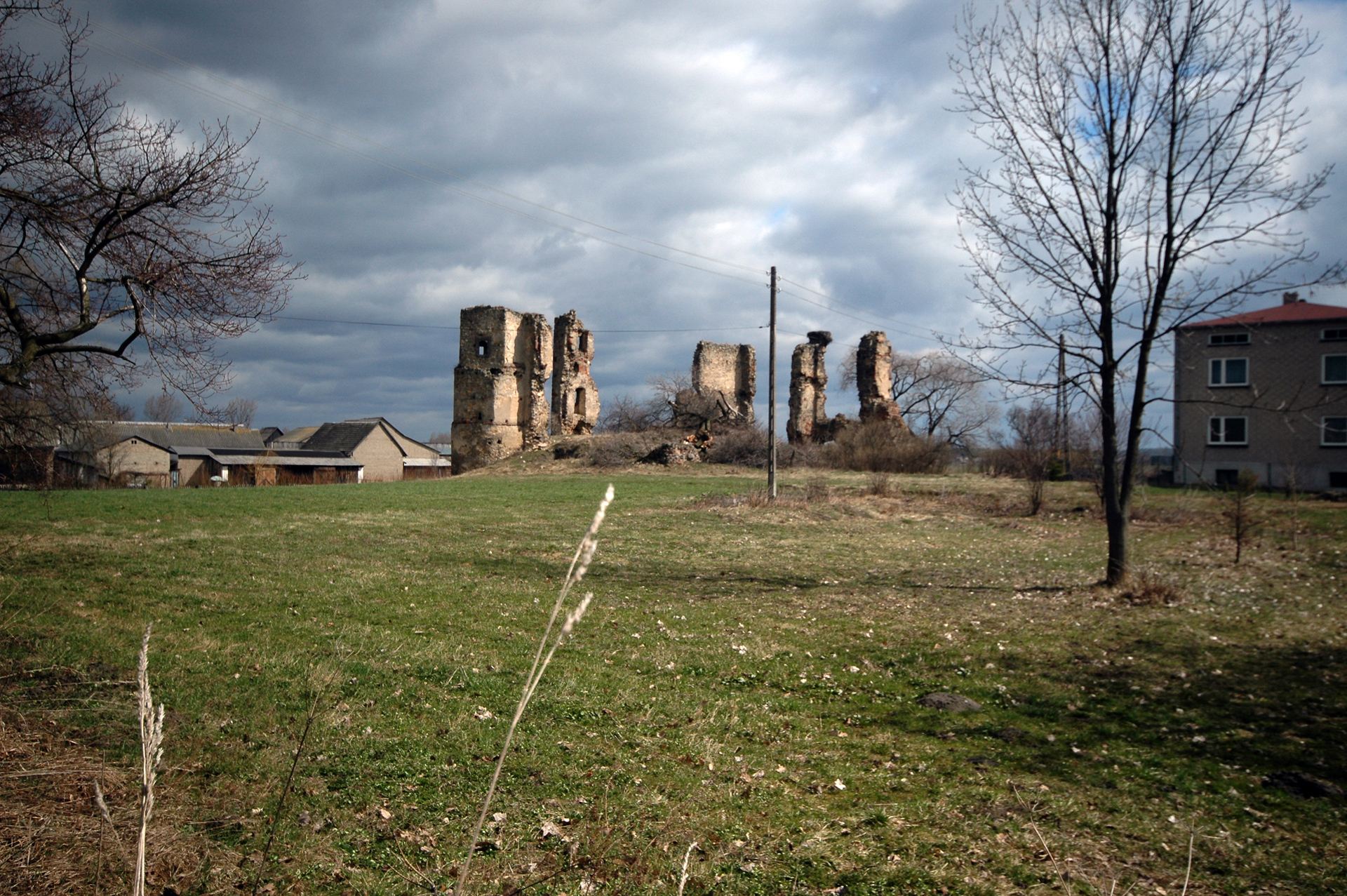
Ruiny zamku
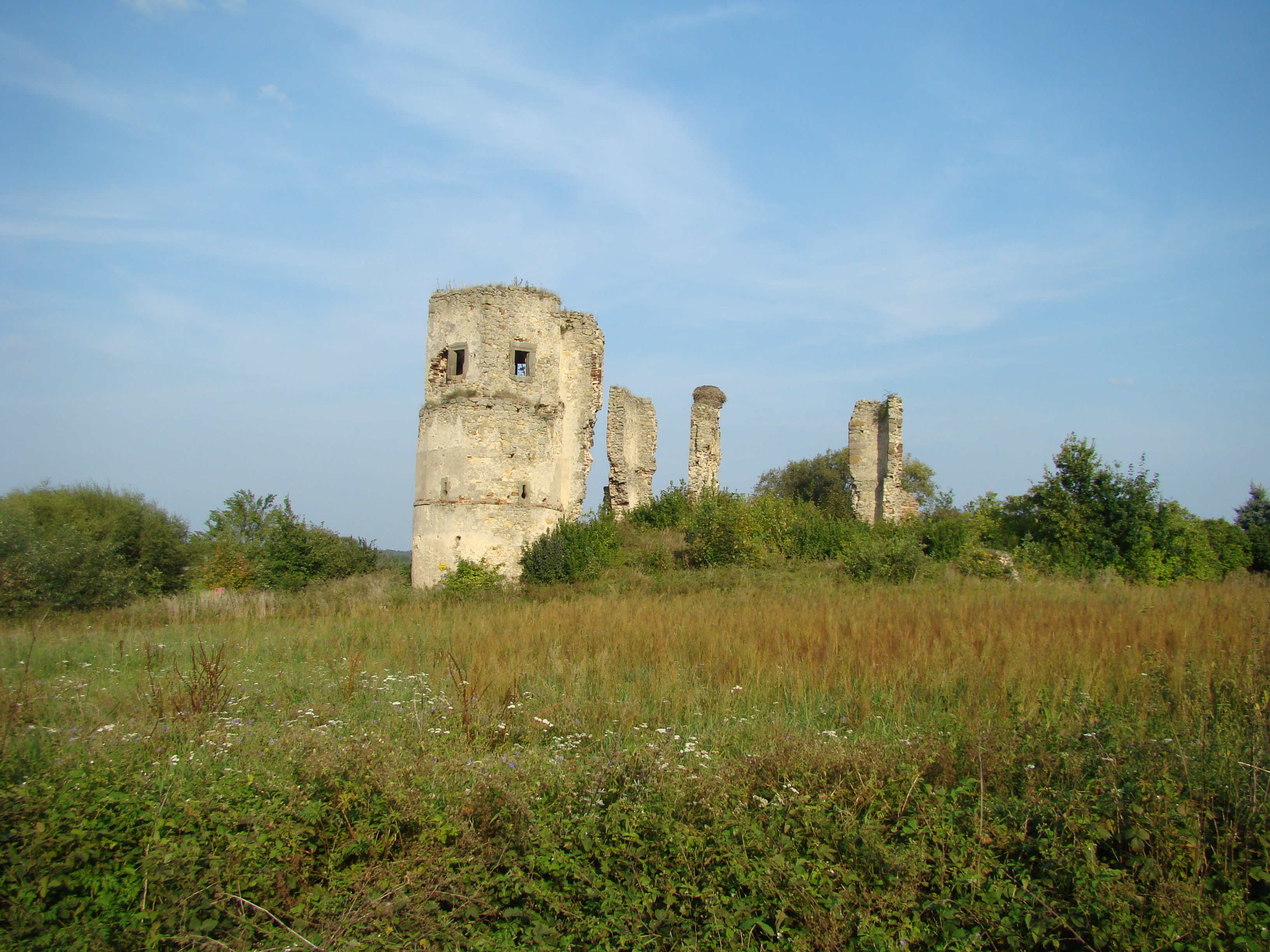
Ruiny zamku